# 행위 예술

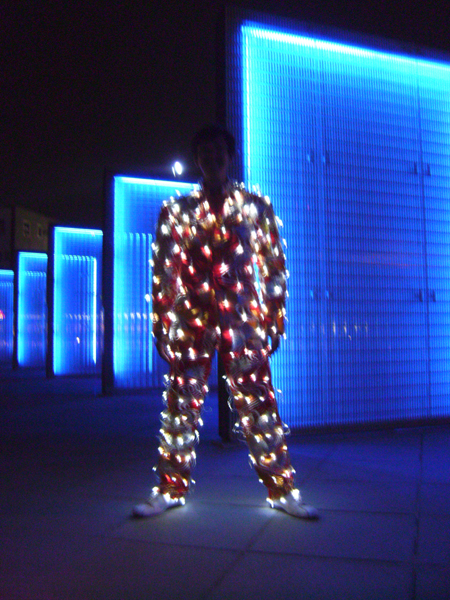

행위 예술(行爲藝術, 영어: Performance art)은 예술 개념을 육체적인 행위를 통해 표현하는 예술이다.
행위 예술은 전통적으로 학문 간이었던 훌륭한 예술 맥락 안에서 청중들에게 선보이는 공연이다. 공연은 대본이나 대본 없이, 무작위적이거나 세심하게 조정되거나,자발적이거나, 관객 참여 여부에 관계없이 신중하게 계획될 수 있다. 공연은 생방송 또는 매체를 통해 할 수 있다. 연주자는 참석하거나 불참할 수 있다. 그것은 시간, 공간, 연주자의 몸이나 매체에서의 존재, 그리고 연주자와 청중 사이의 관계라는 네 가지 기본적인 요소가 수반되는 어떤 상황이 될 수 있다. 공연 예술은 어디에서나, 어떤 시간 동안든 일어날 수 있다. 특정 장소와 특정 시간에 개인이나 집단의 행동이 작업을 구성한다.
행위 예술의 행위는 영어로 퍼포먼스(Performance)라고 하며 광의로는 '실행(實行)'이란 뜻인데 협의로는 '연기, 연주'를 말한다. 미술분야에서 퍼포먼스라 할 때는 회화와 조각 등 작품에 의해서가 아니고 미술가의 신체를 이용하여 표현하는 행위를 말한다. 1960년대에 미술가의 비연극적인 행위에 의한 표현형식이 생겼고, 그에 대한 해프닝에 이어 이벤트(Event)란 명칭을 붙였으나 1970년대에 퍼포먼스란 명칭이 널리 쓰이게 됨. 신체에 의한 표현이란 의미여서 보디 아트, 라이브 아트란 명칭으로 불린 일도 있다. 역사적으로는 미래파와 다다의 무대를 활용한 도발적인 행위도 퍼포먼스라 보는 수가 있으나 1970년대 이후는 미술가에 의한 신체표현을 말함. 1960년대 말, 미술의 정보적 측면을 순화한 컨셉튜얼 아트가 생겼으나 회화, 조각 등의 작품을 만들지 않는 퍼포먼스도 같은 의도를 지니고 있다. 행위의 시간적인 경위가 중시되는 것으로, 비디오를 사용하는 수도 많아서 비디오 아트와도 밀접한 관련을 맺고 있다. 퍼포먼스에는 육체를 물질로 취급하는 것, 공중(公衆)과의 대화를 중시하는 것, 의식적인 형식의 것, 연극적인 요소가 농후한 것 등 여러 가지 형태가 있다. 오늘날에는 미술가의 표현형식으로 공인되어, 현대미술의 일익을 담당하는 장르로 정착된다.

## 같이 보기
- 개념 미술
- 플래시 몹
- 플럭서스
- 해프닝
- 미디어 아트
- 노이즈 (음악)
- 포에트리 슬램
- 라디오 드라마
- 시각 예술